# Mee Lampoih Saka
Mee Lampoih Saka is een bestuurslaag in het regentschap Pidie van de provincie Atjeh, Indonesië. Mee Lampoih Saka telt 276 inwoners (volkstelling 2010).